# Listroderini
Listroderini LeConte, 1876 è una tribù di coleotteri curculionidi della sottofamiglia Cyclominae.

## Biologia
Sono insetti fitofagi: le larve si nutrono delle radici delle piante mentre gli adulti si cibano delle foglie.

## Tassonomia
La tribù comprende 36 generi raggruppati in quattro sottotribù:
- sottotribù Macrostyphlina Morrone, 2013
  - Adioristidius
  - Amathynetoides
  - Andesianellus
  - Macrostyphlus
  - Nacodius
  - Puranius

- sottotribù Palaechthina Brinck, 1948
  - Anorthorhinus
  - Gunodes
  - Haversiella
  - Inaccodes
  - Listronotus
  - Neopachytychius
  - Palaechthus
  - Palaechtodes
  - Steriphus
  - Tristanodes

- sottotribù Falklandiina Morrone, 2013
  - Falklandiellus
  - Falklandiopsis
  - Falklandius
  - Gromilus
  - Lanteriella
  - Liparogetus
  - Nestrius
  - Telurus

- sottotribù Listroderina LeConte, 1876
  - Acroriellus
  - Acrorius
  - Acrostomus
  - Antarctobius
  - Germainiellus
  - Hyperoides
  - Lamiarhinus
  - Listroderes
  - Methypora
  - Philippius
  - Rupanius
  - Trachodema

## Distribuzione e habitat
I Listroderini originariamente furono descritti come un taxon diffuso nel Nuovo Mondo, principalmente nella regione andina; alla luce delle conoscenze sviluppatesi nelle ultime decadi sono in realtà un raggruppamento ampiamente distribuito oltreché nelle Americhe anche in Australia, in Nuova Zelanda e nel remoto arcipelago Tristan da Cunha.
Le quattro sottotribù hanno pattern di distribuzione differenti, che suggeriscono una origine gondwaniana del raggruppamento: l'areale dei Macrostyphlina è ristretto alla regione andina del Sud America; i Falklandiina sono presenti con tre generi (Gromilus, Liparogetus, Nestrius) in Nuova Zelanda e i rimanenti cinque generi nella regione andina; i Listroderina sono presenti con un unico genere (Methypora) in Australia mentre i rimanenti generi sono diffusi prevalentemente nella regione andina, con un genere (Listroderes) che si spinge sino all'ecozona neotropicale; i Palaechthina infine sono presenti con due generi (Anorthorhinus e Steriphus) in Australia; ben cinque generi (Gunodes, Inaccodes, Palaechthus, Palaechtodes, Tristanodes) endemici dell'arcipelago Tristan da Cunha e i rimanenti tre generi diffusi nelle Americhe: Haversiella e Neopachytychius in Sud America e Listronotus con un areale disgiunto in Sud e Nord America.
Due specie fossili di Listroderini sono state rinvenute in un giacimento fossilifero sul ghiacciaio Beardmore, nei monti Transantartici, a circa 500 km dal Polo sud. La datazione esatta del giacimento è controversa, probabilmente tra il Pliocene e il medio Miocene.